# 幽玄杯精鋭リーグ戦
幽玄杯精鋭リーグ戦（ゆうげんはいせいえいリーグせん）は、囲碁の非公式棋戦。日本棋院入段5年以下の棋士の希望者と、その他の希望者はランキング順で選出された棋士によって争われる。2007年創設。2011年第4回で終了。かつては、入段5年以下でかつ六段以下の棋士は全参加であった。
主催：日本棋院
優勝賞金：10万円（全勝賞がある）第1回は50万円であった。

## 方式
- 40人が半年間で8局を行う変則のリーグ戦。（各本部間での対局は日本棋院の運営するネット対局サービス幽玄の間で行う）
- 日本棋院院生上位4名も参加する。
- コミは、6目半。
- 持時間は1手30秒、1分単位の考慮時間が10回。（1回・2回は持時間各2時間、使い切ってから1分の秒読み式であった）

## 歴代優勝者
1. 第1回（2008年） 黄翊祖
2. 第2回（2009年） 井山裕太
3. 第3回（2010年） 趙治勲
4. 第4回（2011年） 蘇耀国